# Eli Ives
Eli Ives (17 de mayo de 1779, distrito de Columbia, NY – 10 de mayo de 1861, NY) fue un naturalista, farmacólogo y médico en la ciudad de New York.

## Biografía
Se graduó en el "Colegio Médico de Yale" en 1799, estudiando medicina con su padre y con Eneas Munson, y con Benjamin Rush, Caspar Wistar, y Benjamin Smith Barton, en la Universidad de Pensilvania. Gracias a su mentor Munson, es nombrado profesor de "materia medica" y de "botánica". Exitoso profesor activo en la "Sociedad Médica de Connecticut", y fue cofundador de la "Escuela de Medicina de Yale". y profesor de Medicina allí.
Establece un jardín botánico como parte de la Escuela de Medicina. Fue pionero en la enseñanza de pediatría, dando el primer curso de pediatría en EE. UU.

## Honores

### Eponimia
En su nombre se bautiza al género Ivesia Torr. & A.Gray 1857 , de la familia Rosaceae; y de varias especies como:
- (Asteraceae) Hymenoxys ivesiana (Greene) K.F.Parker 1960
- La abreviatura «E.Ives» se emplea para indicar a Eli Ives como autoridad en la descripción y clasificación científica de los vegetales.[3]